# NFL Draft 1992

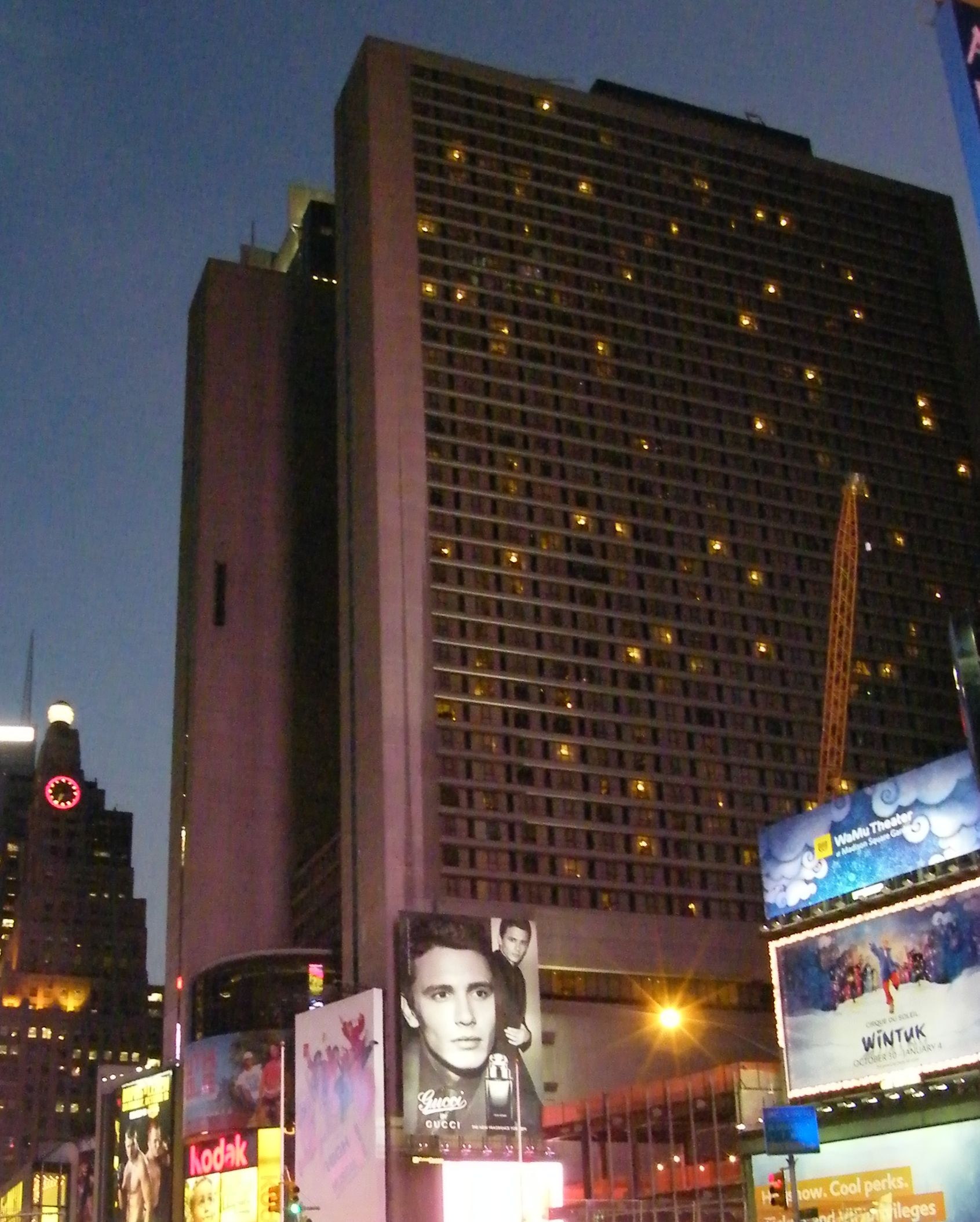
Das Marriot Marquis in New York, in dem der NFL Draft von 1986 bis 1994 stattfand

Der NFL Draft 1992 war der Auswahlprozess neuer Spieler (Draft) im American Football der Saison 1992 der National Football League (NFL). Der Draft fand vom 26. bis 27. April 1992 im Marriot Marquis in New York City statt und wurde von ESPN übertragen. Der Draft lief über zwölf Runden, in denen 336 Spieler ausgewählt wurden.
Als erster Spieler des Drafts wurde Steve Emtman von den Indianapolis Colts ausgewählt. Mr. Irrelevant (der letzte ausgewählte Spieler eines Drafts) wurde Matt Elliott für die Washington Redskins. Die meisten Spieler wählten die New England Patriots mit 17 aus und die wenigstens die Detroit Lions mit 7.
Der Draft 1992 war der erste seit dem Draft 1958, bei dem ein Team die ersten beiden Picks besaß. Beide ausgewählten Spieler erfüllten die Erwartungen jedoch nicht und hatten vergleichsweise kurze unauffällige Karrieren in der NFL. Bis heute (2016) schaffte es kein Spieler, der in diesem Draft ausgewählt wurde in die Pro Football Hall of Fame. Damit ist es der einzige Draftjahrgang seit der Gründung der American Football League (AFL) 1960 – bis zum Draft 2002 (dem aktuellsten der Spieler in der Hall of Fame hervorbrachte) – in dem keine späteren Mitglieder der Hall of Fame ausgewählt wurden. Beim Draft 1984 wurden ebenfalls keine Spieler gedraftet, die es in die Hall of Fame schafften, jedoch wurden bei einem besonderen Supplemental Draft (für neue USFL- und CFL-Spieler) des gleichen Jahres gleich drei spätere Mitglieder ausgewählt. Es war der letzte Draft mit zwölf Runden, im nächsten Draft wurden nur noch acht Runden ausgetragen und zum Draft 1994 wechselte die NFL dann zum System mit nur sieben Runden.
Nach dem Draft und vor dem Start der Regular Season gab es noch einen Ergänzungs-Draft (Supplemental Draft), bei dem zwei weitere Spieler ausgewählt wurden.

## Ausgewählte Spieler
Die beiden Spieler, die im Supplemental Draft ausgewählt wurden, sind in der Liste mit aufgeführt (am Ende der ersten und zweiten Runde). Zeitlich wurden die Spieler erst nach Abschluss der zwölf Runden des regulären Drafts ausgewählt und technisch verloren die beiden auswählenden Teams den entsprechenden Pick (hier erste Runde Giants und zweite Runde Chiefs) im nächsten Draft.
|  | = spätere Spieler im Pro Bowl |

| Runde | Nr. | Team                 | Spieler               | Position         | College                  | Bemerkung |
| ----- | --- | -------------------- | --------------------- | ---------------- | ------------------------ | --- |
| 1     | 1   | Indianapolis Colts   | Steve Emtman          | Defensive End    | Washington               | |
| 1     | 2   | Indianapolis Colts   | Quentin Coryatt       | Linebacker       | Texas A&M                | Draftrecht von den Tampa Bay Buccaneers erhalten. Die Colts tauschten Quarterback Chris Chandler für den Erstrundenpick 1992 der Bucs. |
| 1     | 3   | Los Angeles Rams     | Sean Gilbert          | Defensive Tackle | Pittsburgh               | |
| 1     | 4   | Washington Redskins  | Desmond Howard        | Wide Receiver    | Michigan                 | Draftrecht von den Cincinnati Bengals erhalten. Die Bengals erhielten die beiden Erstrundenpicks (#6 und #28) und den Drittrundenpick (#84) der Redskins, für ihre Picks in der ersten (#4) und der dritten (#58) Runde. Howard gewann die Heisman Trophy 1991.                                                                       |
| 1     | 5   | Green Bay Packers    | Terrell Buckley       | Cornerback       | Florida State            | |
| 1     | 6   | Cincinnati Bengals   | David Klingler        | Quarterback      | Houston                  | Draftrecht von den San Diego Chargers – über die Washington Redskins – erhalten. |
| 1     | 7   | Miami Dolphins       | Troy Vincent          | Cornerback       | Wisconsin                | Draftrecht von den Phoenix Cardinals erhalten. Die Dolphins tauschten 1991 Wide Receiver Randal Hill für den siebten Pick im Draft 1992. |
| 1     | 8   | Atlanta Falcons      | Bob Whitfield         | Tackle           | Stanford                 | Draftrecht von den New England Patriots erhalten. |
| 1     | 9   | Cleveland Browns     | Tommy Vardell         | Fullback         | Stanford                 | |
| 1     | 10  | Seattle Seahawks     | Ray Roberts           | Tackle           | Virginia                 | |
| 1     | 11  | Pittsburgh Steelers  | Leon Searcy           | Tackle           | Miami                    | |
| 1     | 12  | Miami Dolphins       | Marco Coleman         | Defensive End    | Georgia Tech             | |
| 1     | 13  | New England Patriots | Eugene Chung          | Tackle           | Virginia Tech            | Draftrecht von den Minnesota Vikings – über die Dallas Cowboys – erhalten. Teil des Herschel Walker Trades: Die Cowboys gaben Herschel Walker und vier Draftpicks an die Vikings für fünf Spieler und acht Draftpicks. Den 13. Pick gaben die Cowboys dann mit einem Drittrundenpick an die Patriots im Tausch gegen drei Draftpicks. |
| 1     | 14  | New York Giants      | Derek Brown           | Tight End        | Notre Dame               | |
| 1     | 15  | New York Jets        | Johnny Mitchell       | Tight End        | Nebraska                 | |
| 1     | 16  | Los Angeles Raiders  | Chester McGlockton    | Defensive Tackle | Clemson                  | |
| 1     | 17  | Dallas Cowboys       | Kevin Smith           | Cornerback       | Texas A&M                | Draftrecht von den Philadelphia Eagles – über die Green Bay Packers und die Atlanta Falcons – erhalten. Der Tausch der Packers mit den Falcons brachte Brett Favre nach Green Bay. Durch den folgenden Tausch der Falcons mit den Cowboys auch Teil des Herschel Walker Trades.                                                       |
| 1     | 18  | San Francisco 49ers  | Dana Hall             | Safety           | Washington               | |
| 1     | 19  | Atlanta Falcons      | Tony Smith            | Runningback      | Southern Mississippi     | Ursprünglich eigener Pick, der über die Patriots und die Cowboys wieder bei den Falcons landete. |
| 1     | 20  | Kansas City Chiefs   | Dale Carter           | Cornerback       | Tennessee                | |
| 1     | 21  | New Orleans Saints   | Vaughn Dunbar         | Runningback      | Indiana                  | |
| 1     | 22  | Chicago Bears        | Alonzo Spellman       | Defensive End    | Ohio State               | |
| 1     | 23  | San Diego Chargers   | Chris Mims            | Defensive End    | Tennessee                | Draftrecht und Shawn Jefferson im Tausch für Lee Williams von den Houston Oilers erhalten. |
| 1     | 24  | Dallas Cowboys       | Robert Jones          | Linebacker       | East Carolina            | |
| 1     | 25  | Denver Broncos       | Tommy Maddox          | Quarterback      | UCLA                     | |
| 1     | 26  | Detroit Lions        | Robert Porcher        | Defensive End    | South Carolina State     | |
| 1     | 27  | Buffalo Bills        | John Fina             | Tackle           | Arizona                  | |
| 1     | 28  | Cincinnati Bengals   | Darryl Williams       | Safety           | Miami                    | Draftrecht von den Washington Redskins erhalten. |
| -     | -   | New York Giants      | Dave Brown            | Quarterback      | Duke                     | Im Supplemental Draft ausgewählt. |
| 2     | 29  | Indianapolis Colts   | Ashley Ambrose        | Cornerback       | Mississippi Valley State | |
| 2     | 30  | Los Angeles Rams     | Steve Israel          | Cornerback       | Pittsburgh               | |
| 2     | 31  | Cincinnati Bengals   | Carl Pickens          | Wide Receiver    | Tennessee                | |
| 2     | 32  | Los Angeles Raiders  | Greg Skrepenak        | Tackle           | Michigan                 | Draftrecht von den Tamba Bay Buccaneers erhalten. |
| 2     | 33  | San Diego Chargers   | Marquez Pope          | Cornerback       | Fresno State             | |
| 2     | 34  | Green Bay Packers    | Mark D’Onofrio        | Linebacker       | Penn State               | |
| 2     | 35  | New England Patriots | Rod Smith             | Cornerback       | Notre Dame               | Draftrecht von den Phoenix Cardinals erhalten. |
| 2     | 36  | Dallas Cowboys       | Jimmy Smith           | Wide Receiver    | Jackson State            | Draftrecht von den Cleveland Browns erhalten. |
| 2     | 37  | Dallas Cowboys       | Darren Woodson        | Safety           | Arizona State            | Draftrecht von den New England Patriots erhalten. Mittelbarer Teil des Herschel-Walker-Trades (siehe Runde 1, Nummer 13). |
| 2     | 38  | Pittsburgh Steelers  | Levon Kirkland        | Linebacker       | Clemson                  | |
| 2     | 39  | Minnesota Vikings    | Robert Harris         | Defensive End    | Southern                 | Draftrecht von den Seattle Seahawks erhalten. |
| 2     | 40  | Kansas City Chiefs   | Matt Blundin          | Quarterback      | Virginia                 | Draftrecht von den Minnesota Vikings – über die Dalls Cowboys – erhalten. Teil des Herschel Walker Trades. |
| 2     | 41  | New York Giants      | Phillippi Sparks      | Cornerback       | Arizona State            | |
| 2     | 42  | New York Jets        | Kurt Barber           | Linebacker       | USC                      | |
| 2     | 43  | Miami Dolphins       | Eddie Blake           | Defensive Tackle | Auburn                   | |
| 2     | 44  | Tampa Bay Buccaneers | Courtney Hawkins      | Wide Receiver    | Michigan State           | Draftrecht von den Los Angeles Raiders erhalten. |
| 2     | 45  | San Francisco 49ers  | Amp Lee               | Runningback      | Florida State            | Ursprünglich eigener Pick, der nach Tausch an die Green Bay Packers von diesen für Head Coach Mike Holmgren wieder an die 49ers zurückging. |
| 2     | 46  | Phoenix Cardinals    | Tony Sacca            | Quarterback      | Penn State               | Draftrecht von den Atlanta Falcons – über die New England Patriots – erhalten. |
| 2     | 47  | Washington Redskins  | Shane Collins         | Defensive End    | Arizona State            | Draftrecht von den Kansas City Chiefs – über die Dallas Cowboys – erhalten. |
| 2     | 48  | Philadelphia Eagles  | Siran Stacy           | Runningback      | Alabama                  | |
| 2     | 49  | Chicago Bears        | Troy Auzenne          | Tackle           | California               | |
| 2     | 50  | Houston Oilers       | Eddie Robinson        | Linebacker       | Alabama State            | |
| 2     | 51  | Atlanta Falcons      | Chuck Smith           | Defensive End    | Tennessee                | Draftrecht von den Dallas Cowboys erhalten. |
| 2     | 52  | Cleveland Browns     | Patrick Rowe          | Wide Receiver    | San Diego State          | Draftrecht von den New Orleans Saints – über die Dallas Cowboys – erhalten. |
| 2     | 53  | Detroit Lions        | Tracy Scroggins       | Linebacker       | Tulsa                    | |
| 2     | 54  | Denver Broncos       | Shane Dronett         | Defensive End    | Texas                    | |
| 2     | 55  | Buffalo Bills        | James Patton          | Defensive Tackle | Texas                    | |
| 2     | 56  | Detroit Lions        | Jason Hanson          | Kicker           | Washington State         | Draftrecht von den Washington Redskins – über die Dallas Cowboys – erhalten. |
| -     | -   | Kansas City Chiefs   | Darren Mickell        | Defensive End    | Florida                  | Im Supplemental Draft ausgewählt. |
| 3     | 57  | Los Angeles Rams     | Marc Boutte           | Defensive Tackle | Louisiana State          | Draftrecht von den Indianapolis Colts erhalten. |
| 3     | 58  | Dallas Cowboys       | Clayton Holmes        | Cornerback       | Carson-Newman            | Draftrecht von den Cincinnati Bengals – über die Washington Redskins – erhalten. |
| 3     | 59  | Tampa Bay Buccaneers | Mark Wheeler          | Defensive Tackle | Texas A&M                | |
| 3     | 60  | Los Angeles Rams     | Todd Kinchen          | Wide Receiver    | Louisiana State          | |
| 3     | 61  | Phoenix Cardinals    | Ed Cunningham         | Center           | Washington               | |
| 3     | 62  | Green Bay Packers    | Robert Brooks         | Wide Receiver    | South Carolina           | |
| 3     | 63  | San Diego Chargers   | Ray Ethridge          | Wide Receiver    | Pasadena City College    | |
| 3     | 64  | New England Patriots | Todd Collins          | Linebacker       | Carson-Newman            | |
| 3     | 65  | Cleveland Browns     | Bill Johnson          | Defensive Tackle | Michigan State           | |
| 3     | 66  | Seattle Seahawks     | Bob Spitulski         | Linebacker       | Central Florida          | |
| 3     | 67  | Pittsburgh Steelers  | Joel Steed            | Defensive Tackle | Colorado                 | |
| 3     | 68  | New York Jets        | Siupeli Malamala      | Tackle           | Washington               | |
| 3     | 69  | New York Giants      | Aaron Pierce          | Tight End        | Washington               | |
| 3     | 70  | Miami Dolphins       | Larry Webster         | Defensive Tackle | Maryland                 | |
| 3     | 71  | New England Patriots | Kevin Turner          | Fullback         | Alabama                  | Draftrecht von den Minnesota Vikings – über die Dallas Cowboys – erhalten. Teil des Herschel-Walker-Trades. |
| 3     | 72  | New Orleans Saints   | Tyrone Legette        | Cornerback       | Nebraska                 | Draftrecht von den Los Angeles Raiders – über die Tampa Bay Buccaneers – erhalten. |
| 3     | 73  | Atlanta Falcons      | Howard Dinkins        | Linebacker       | Florida State            | |
| 3     | 74  | Washington Redskins  | Paul Siever           | Guard            | Penn State               | Draftrecht von den Kansas City Chiefs – über die Dallas Cowboys – erhalten. |
| 3     | 75  | Philadelphia Eagles  | Tommy Jeter           | Defensive Tackle | Texas                    | |
| 3     | 76  | San Francisco 49ers  | Brian Bollinger       | Guard            | North Carolina           | |
| 3     | 77  | Houston Oilers       | Corey Harris          | Wide Receiver    | Vanderbilt               | |
| 3     | 78  | Cleveland Browns     | Gerald Dixon          | Linebacker       | South Carolina           | Draftrecht von den Dallas Cowboys erhalten. |
| 3     | 79  | Tampa Bay Buccaneers | Tyji Armstrong        | Tight End        | Mississippi              | Draftrecht von den New Orleans Saints erhalten. |
| 3     | 80  | Chicago Bears        | Jeremy Lincoln        | Cornerback       | Tennessee                | |
| 3     | 81  | Detroit Lions        | Thomas McLemore       | Tight End        | Southern                 | Draftrecht von den Denver Broncos erhalten. |
| 3     | 82  | Dallas Cowboys       | James Brown           | Tackle           | Virginia State           | Draftrecht von den Detroit Lions erhalten. |
| 3     | 83  | Buffalo Bills        | Keith Goganious       | Linebacker       | Penn State               | |
| 3     | 84  | Cincinnati Bengals   | Leonard Wheeler       | Safety           | Troy State               | Draftrecht von den Washington Redskins erhalten. |
| 4     | 85  | Indianapolis Colts   | Rodney Culver         | Runningback      | Notre Dame               | |
| 4     | 86  | Tampa Bay Buccaneers | Craig Erickson        | Quarterback      | Miami                    | |
| 4     | 87  | Los Angeles Rams     | Shawn Harper          | Tackle           | Indiana                  | |
| 4     | 88  | Cincinnati Bengals   | Ricardo McDonald      | Linebacker       | Pittsburgh               | |
| 4     | 89  | San Francisco 49ers  | Mark Thomas           | Defensive End    | North Carolina State     | Draftrecht von den Green Bay Packers erhalten. |
| 4     | 90  | New England Patriots | Dion Lambert          | Cornerback       | UCLA                     | Draftrecht von den San Diego Chargers erhalten. |
| 4     | 91  | Phoenix Cardinals    | Jeff Christy          | Tackle           | Pittsburgh               | |
| 4     | 92  | Philadelphia Eagles  | Tony Brooks           | Runningback      | Notre Dame               | Draftrecht von den Cleveland Browns erhalten. |
| 4     | 93  | New England Patriots | Darren Anderson       | Cornerback       | Toledo                   | |
| 4     | 94  | Pittsburgh Steelers  | Charles Davenport     | Wide Receiver    | North Carolina State     | |
| 4     | 95  | New Orleans Saints   | Gene McGuire          | Center           | Notre Dame               | Draftrecht von den Seattle Seahawks erhalten. |
| 4     | 96  | New York Jets        | Keo Coleman           | Linebacker       | Mississippi State        | |
| 4     | 97  | Miami Dolphins       | Dwight Hollier        | Linebacker       | North Carolina           | |
| 4     | 98  | Minnesota Vikings    | Roy Barker            | Defensive Tackle | North Carolina           | |
| 4     | 99  | New York Giants      | Keith Hamilton        | Defensive Tackle | Pittsburgh               | |
| 4     | 100 | Phoenix Cardinals    | Michael Bankston      | Defensive Tackle | Sam Houston State        | Draftrecht von den Los Angeles Raiders über die New England Patriots erhalten. |
| 4     | 101 | Kansas City Chiefs   | Mike Evans            | Defensive Tackle | Michigan                 | |
| 4     | 102 | Philadelphia Eagles  | Casey Weldon          | Quarterback      | Florida State            | |
| 4     | 103 | Green Bay Packers    | Edgar Bennett         | Runningback      | Florida State            | Draftrecht von den San Francisco 49ers erhalten. |
| 4     | 104 | Atlanta Falcons      | Frankie Smith         | Cornerback       | Baylor                   | Ursprünglich eigenes Draftrecht, das nach Trades mit den New England Patriots und den Dallas Cowboys wieder bei den Falcons landete. |
| 4     | 105 | Indianapolis Colts   | Tony McCoy            | Defensive Tackle | Florida                  | Draftrecht von den Dallas Cowboys über die Los Angeles Raiders erhalten. |
| 4     | 106 | New Orleans Saints   | Sean Lumpkin          | Safety           | Minnesota                | |
| 4     | 107 | Chicago Bears        | Will Furrer           | Quarterback      | Virginia Tech            | |
| 4     | 108 | Houston Oilers       | Mike Mooney           | Tackle           | Georgia Tech             | |
| 4     | 109 | Dallas Cowboys       | Tom Myslinski         | Guard            | Tennessee                | Draftrecht von den Detroit Lions erhalten. |
| 4     | 110 | Denver Broncos       | Chuck Johnson         | Guard            | Texas                    | |
| 4     | 111 | Buffalo Bills        | Frank Kmet            | Defensive End    | Purdue                   | |
| 4     | 112 | Washington Redskins  | Chris Hakel           | Quarterback      | William & Mary           | |
| 5     | 113 | Indianapolis Colts   | Maury Toy             | Runningback      | UCLA                     | |
| 5     | 114 | Los Angeles Rams     | Chris Crooms          | Safety           | Texas A&M                | |
| 5     | 115 | Cincinnati Bengals   | Craig Thompson        | Tight End        | North Carolina A&T       | |
| 5     | 116 | New England Patriots | Dwayne Sabb           | Linebacker       | New Hampshire            | Draftrecht von den Tampa Bay Buccaneers erhalten. |
| 5     | 117 | San Diego Chargers   | Curtis Whitley        | Center           | Clemson                  | |
| 5     | 118 | Tampa Bay Buccaneers | Rogerick Green        | Cornerback       | Kansas State             | Draftrecht von den Phoenix Cardinals über die New Orleans Saints erhalten. |
| 5     | 119 | Green Bay Packers    | Dexter McNabb         | Fullback         | Florida                  | |
| 5     | 120 | Dallas Cowboys       | Greg Briggs           | Safety           | Texas Southern           | Draftrecht von den New England Patriots über die Atlanta Falcons erhalten. |
| 5     | 121 | Dallas Cowboys       | Rod Milstead          | Guard            | Delaware State           | Draftrecht von den Cleveland Browns erhalten. |
| 5     | 122 | Seattle Seahawks     | Gary Dandridge        | Defensive Back   | Appalachian State        | |
| 5     | 123 | Pittsburgh Steelers  | Alan Haller           | Defensive Back   | Michigan State           | |
| 5     | 124 | Miami Dolphins       | Chris Perez           | Tackle           | Kansas                   | |
| 5     | 125 | Minnesota Vikings    | Ed McDaniel           | Linebacker       | Clemson                  | |
| 5     | 126 | New York Giants      | Michael Wright        | Cornerback       | Washington State         | |
| 5     | 127 | New York Jets        | Cal Dixon             | Center           | Florida                  | |
| 5     | 128 | Los Angeles Raiders  | Derrick Hoskins       | Safety           | Southern Mississippi     | |
| 5     | 129 | Philadelphia Eagles  | Corey Barlow          | Defensive Back   | Auburn                   | |
| 5     | 130 | Green Bay Packers    | Orlando McKay         | Wide Receiver    | Washington               | Draftrecht von den San Francisco 49ers erhalten. |
| 5     | 131 | San Diego Chargers   | Kevin Little          | Linebacker       | North Carolina A&T       | Draftrecht von den Atlanta Falcons erhalten. |
| 5     | 132 | Tampa Bay Buccaneers | Santana Dotson        | Defensive Tackle | Baylor                   | Draftrecht von den Kansas City Chiefs erhalten. |
| 5     | 133 | Houston Oilers       | Joe Bowden            | Linebacker       | Oklahoma                 | Draftrecht von den New Orleans Saints erhalten. |
| 5     | 134 | Chicago Bears        | Todd Harrison         | Tight End        | North Carolina State     | |
| 5     | 135 | Houston Oilers       | Tony Brown            | Defensive Back   | Fresno State             | |
| 5     | 136 | Houston Oilers       | Tim Roberts           | Defensive Tackle | Southern Mississippi     | Draftrecht von den Dallas Cowboys erhalten. |
| 5     | 137 | Denver Broncos       | Frank Robinson        | Defensive Back   | Boise State              | |
| 5     | 138 | New Orleans Saints   | Torrance Small        | Wide Receiver    | Alcorn State             | Draftrecht von den Detroit Lions erhalten. |
| 5     | 139 | Buffalo Bills        | Matt Darby            | Safety           | UCLA                     | |
| 5     | 140 | San Diego Chargers   | Eric Jonassen         | Tackle           | Bloomsburg               | Draftrecht von den Washington Redskins erhalten. |
| 6     | 141 | Indianapolis Colts   | Shoun Habersham       | Wide Receiver    | Chattanooga              | |
| 6     | 142 | Cincinnati Bengals   | Chris Burns           | Defensive Tackle | Middle Tennessee State   | |
| 6     | 143 | Cleveland Browns     | Rico Smith            | Wide Receiver    | Colorado                 | Draftrecht von den Tampa Bay Buccaneers erhalten. |
| 6     | 144 | Los Angeles Rams     | Joe Campbell          | Runningback      | Middle Tennessee State   | |
| 6     | 145 | Detroit Lions        | Larry Tharpe          | Tackle           | Tennessee State          | Draftrecht von den Phoenix Cardinals über die New England Patriots erhalten. |
| 6     | 146 | Phoenix Cardinals    | Brian Brauninger      | Tackle           | Oklahoma                 | Draftrecht von den Green Bay Packers erhalten. |
| 6     | 147 | San Diego Chargers   | Reggie White          | Defensive Tackle | North Carolina A&T       | |
| 6     | 148 | Tampa Bay Buccaneers | James Malone          | Linebacker       | UCLA                     | Draftrecht von den Cleveland Browns erhalten. |
| 6     | 149 | Dallas Cowboys       | Fallon Wacasey        | Tight End        | Tulsa                    | Draftrecht von den New England Patriots erhalten. |
| 6     | 150 | Seattle Seahawks     | Michael Bates         | Wide Receiver    | Arizona                  | Bates gewann bei den Olympischen Spielen 1992 Bronze über 200 m. Die Seahawks wählten Bates erst mit dem 151. Pick aus. |
| 6     | 151 | San Francisco 49ers  | Damien Russell        | Cornerback       | Virginia Tech            | Draftrecht von den Pittsburgh Steelers erhalten. Die 49ers wählten Russell bereits mit dem 150. Pick aus. |
| 6     | 152 | Minnesota Vikings    | Mike Gaddis           | Runningback      | Oklahoma                 | |
| 6     | 153 | New York Giants      | Stacey Dillard        | Defensive Tackle | Oklahoma                 | |
| 6     | 154 | New York Jets        | Glenn Cadrez          | Linebacker       | Houston                  | |
| 6     | 155 | Miami Dolphins       | Roosevelt Collins     | Linebacker       | Texas Christian          | |
| 6     | 156 | Los Angeles Raiders  | Tony Rowell           | Center           | Florida                  | |
| 6     | 157 | Green Bay Packers    | Mark Chmura           | Tight End        | Boston College           | Draftrecht von den San Francisco 49ers erhalten. |
| 6     | 158 | Atlanta Falcons      | Terry Ray             | Safety           | Oklahoma                 | |
| 6     | 159 | Kansas City Chiefs   | Tony Smith            | Wide Receiver    | Notre Dame               | |
| 6     | 160 | Philadelphia Eagles  | Jeff Sydner           | Wide Receiver    | Hawaii                   | |
| 6     | 161 | Chicago Bears        | Mark Berry            | Defensive Back   | Texas                    | |
| 6     | 162 | Houston Oilers       | Mario Bailey          | Wide Receiver    | Washington               | |
| 6     | 163 | Cleveland Browns     | George Williams       | Defensive Tackle | Notre Dame               | Draftrecht von den Dallas Cowboys erhalten. |
| 6     | 164 | New Orleans Saints   | Kary Vincent          | Defensive Back   | Texas A&M                | |
| 6     | 165 | New England Patriots | Tracy Boyd            | Guard            | Elizabeth City State     | Draftrecht von den Detroit Lions erhalten. |
| 6     | 166 | New York Jets        | Jeff Blake            | Quarterback      | East Carolina            | Draftrecht von den Denver Broncos erhalten. |
| 6     | 167 | Buffalo Bills        | Nate Turner           | Runningback      | Nebraska                 | |
| 6     | 168 | Washington Redskins  | Ray Rowe              | Tight End        | San Diego State          | |
| 7     | 169 | Indianapolis Colts   | Derek Steele          | Defensive End    | Maryland                 | |
| 7     | 170 | Denver Broncos       | Ron Geater            | Defensive End    | Iowa                     | Draftrecht von den Tampa Bay Buccaneers erhalten. |
| 7     | 171 | Los Angeles Rams     | Darryl Ashmore        | Tackle           | Northwestern             | |
| 7     | 172 | Cincinnati Bengals   | Lance Olberding       | Tackle           | Iowa                     | |
| 7     | 173 | Los Angeles Raiders  | Curtis Cotton         | Defensive Back   | Nebraska                 | Draftrecht von den Green Bay Packers erhalten. |
| 7     | 174 | San Diego Chargers   | Deems May             | Tight End        | North Carolina           | |
| 7     | 175 | Phoenix Cardinals    | Derek Ware            | Tight End        | Central Oklahoma         | |
| 7     | 176 | New England Patriots | Wayne Hawkins         | Wide Receiver    | Southwest State          | |
| 7     | 177 | Cleveland Browns     | Selwyn Jones          | Defensive Back   | Colorado State           | |
| 7     | 178 | Seattle Seahawks     | Mike Frier            | Defensive Tackle | Appalachian State        | |
| 7     | 179 | Pittsburgh Steelers  | Russ Campbell         | Tight End        | Kansas State             | |
| 7     | 180 | New York Giants      | Corey Widmer          | Linebacker       | Montana State            | |
| 7     | 181 | Denver Broncos       | Jim Johnson           | Tackle           | Michigan State           | Draftrecht von den New York Jets erhalten. |
| 7     | 182 | Atlanta Falcons      | Tim Paulk             | Linebacker       | Florida                  | Draftrecht von den Miami Dolphins erhalten. |
| 7     | 183 | Minnesota Vikings    | David Wilson          | Defensive Back   | California               | |
| 7     | 184 | Tampa Bay Buccaneers | Ken Swilling          | Cornerback       | Georgia Tech             | Draftrecht von den Los Angeles Raiders erhalten. |
| 7     | 185 | Los Angeles Raiders  | Kevin Smith           | Runningback      | UCLA                     | Draftrecht von den Atlanta Falcons über die Miami Dolphins erhalten. |
| 7     | 186 | Kansas City Chiefs   | Erick Anderson        | Linebacker       | Michigan                 | |
| 7     | 187 | Philadelphia Eagles  | William Boatwright    | Guard            | Virginia Tech            | |
| 7     | 188 | Pittsburgh Steelers  | Scottie Graham        | Runningback      | Ohio State               | Draftrecht von den San Francisco 49ers erhalten. |
| 7     | 189 | Houston Oilers       | Elbert Turner         | Wide Receiver    | Illinois                 | |
| 7     | 190 | Green Bay Packers    | Chris Holder          | Wide Receiver    | Tuskegee                 | Draftrecht von den Dallas Cowboys über die Los Angeles Raiders erhalten. |
| 7     | 191 | Miami Dolphins       | Dave Moore            | Tight End        | Pittsburgh               | Draftrecht von den New Orleans Saints über die Los Angeles Raiders erhalten. |
| 7     | 192 | Chicago Bears        | John Brown            | Wide Receiver    | Houston                  | |
| 7     | 193 | Denver Broncos       | Jon Bostick           | Wide Receiver    | Nebraska                 | |
| 7     | 194 | New England Patriots | Jim Gray              | Defensive Tackle | West Virginia            | Draftrecht von den Detroit Lions erhalten. |
| 7     | 195 | Buffalo Bills        | Kurt Schulz           | Safety           | Eastern Washington       | |
| 7     | 196 | Washington Redskins  | Calvin Holmes         | Defensive Back   | USC                      | |
| 8     | 197 | Indianapolis Colts   | Jason Belser          | Safety           | Oklahoma                 | |
| 8     | 198 | Los Angeles Rams     | Ricky Jones           | Quarterback      | Alabama State            | |
| 8     | 199 | Cincinnati Bengals   | Roosevelt Nix         | Defensive End    | Central State (OH)       | |
| 8     | 200 | Tampa Bay Buccaneers | Anthony McDowell      | Runningback      | Texas Tech               | |
| 8     | 201 | San Diego Chargers   | James Fuller          | Cornerback       | Portland State           | |
| 8     | 202 | Phoenix Cardinals    | Eric Blount           | Wide Receiver    | North Carolina           | |
| 8     | 203 | Pittsburgh Steelers  | Darren Perry          | Safety           | Penn State               | Draftrecht von den Green Bay Packers über die San Francisco 49ers erhalten. |
| 8     | 204 | New England Patriots | Scott Lockwood        | Runningback      | USC                      | Draftrecht von den Cleveland Browns erhalten. |
| 8     | 205 | New England Patriots | Sam Gash              | Fullback         | Penn State               | |
| 8     | 206 | Pittsburgh Steelers  | Hesham Ismail         | Guard            | Florida                  | |
| 8     | 207 | Seattle Seahawks     | Muhammad Shamsid-Deen | Runningback      | Chattanooga              | |
| 8     | 208 | Denver Broncos       | Dietrich Lockridge    | Guard            | Jackson State            | Draftrecht von den New York Jets erhalten. |
| 8     | 209 | Miami Dolphins       | Andre Powell          | Linebacker       | Penn State               | |
| 8     | 210 | Minnesota Vikings    | Luke Fisher           | Tight End        | East Carolina            | |
| 8     | 211 | New York Giants      | Kent Graham           | Quarterback      | Ohio State               | |
| 8     | 212 | Indianapolis Colts   | Ronald Humphrey       | Runningback      | Mississippi Valley State | Draftrecht von den Los Angeles Raiders erhalten. |
| 8     | 213 | Kansas City Chiefs   | Jim Jennings          | Guard            | San Diego State          | |
| 8     | 214 | Philadelphia Eagles  | Chuck Bullough        | Linebacker       | Michigan State           | |
| 8     | 215 | Pittsburgh Steelers  | Nate Williams         | Defensive Tackle | Mississippi State        | Draftrecht von den San Francisco 49ers erhalten. |
| 8     | 216 | Atlanta Falcons      | Derrick Moore         | Runningback      | Northeastern State       | |
| 8     | 217 | Atlanta Falcons      | Reggie Dwight         | Tight End        | Troy State               | Draftrecht von den Dallas Cowboys erhalten. |
| 8     | 218 | New Orleans Saints   | Robert Stewart        | Defensive Tackle | Alabama                  | |
| 8     | 219 | New York Jets        | Vincent Brownlee      | Wide Receiver    | Mississippi              | Draftrecht von den Chicago Bears erhalten. |
| 8     | 220 | Houston Oilers       | Bucky Richardson      | Quarterback      | Texas A&M                | |
| 8     | 221 | Detroit Lions        | Willie Clay           | Safety           | Georgia Tech             | |
| 8     | 222 | Tampa Bay Buccaneers | Mike Pawlawski        | Quarterback      | California               | Draftrecht von den Denver Broncos über die Dallas Cowboys und die Cleveland Browns erhalten. |
| 8     | 223 | Buffalo Bills        | Leonard Humphries     | Cornerback       | Penn State               | |
| 8     | 224 | Washington Redskins  | Darryl Moore          | Guard            | UTEP                     | |
| 9     | 225 | Indianapolis Colts   | Eddie Miller          | Wide Receiver    | South Carolina           | |
| 9     | 226 | Cincinnati Bengals   | Ostell Miles          | Runningback      | Houston                  | |
| 9     | 227 | Minnesota Vikings    | Brad Johnson          | Quarterback      | Florida State            | Draftrecht von den Tampa Bay Buccaneers erhalten. |
| 9     | 228 | Los Angeles Rams     | T. J. Rubley          | Quarterback      | Tulsa                    | |
| 9     | 229 | Phoenix Cardinals    | David Henson          | Defensive Tackle | Central Arkansas         | |
| 9     | 230 | Green Bay Packers    | Ty Detmer             | Quarterback      | Brigham Young            | Detmer gewann die Heisman Trophy 1990. |
| 9     | 231 | San Diego Chargers   | Johnnie Barnes        | Wide Receiver    | Hampton                  | |
| 9     | 232 | New England Patriots | David Dixon           | Defensive Tackle | Arizona State            | |
| 9     | 233 | Cleveland Browns     | Tim Hill              | Defensive Back   | Kansas                   | |
| 9     | 234 | Seattle Seahawks     | Larry Stayner         | Tight End        | Boise State              | |
| 9     | 235 | Pittsburgh Steelers  | Elnardo Webster       | Linebacker       | Rutgers                  | |
| 9     | 236 | Miami Dolphins       | Tony Tellington       | Defensive Back   | Youngstown State         | |
| 9     | 237 | Minnesota Vikings    | Ronnie West           | Wide Receiver    | Pittsburg State          | |
| 9     | 238 | New York Giants      | Anthony Prior         | Defensive Back   | Washington State         | |
| 9     | 239 | Phoenix Cardinals    | Tyrone Williams       | Wide Receiver    | Western Ontario          | Draftrecht von den New York Jets erhalten. |
| 9     | 240 | Green Bay Packers    | Shazzon Bradley       | Defensive Tackle | Tennessee                | Draftrecht von den Los Angeles Raiders erhalten. |
| 9     | 241 | Philadelphia Eagles  | Ephesians Bartley     | Linebacker       | Florida                  | |
| 9     | 242 | San Francisco 49ers  | Darian Hagan          | Wide Receiver    | Colorado                 | |
| 9     | 243 | Atlanta Falcons      | Keith Alex            | Tackle           | Texas A&M                | |
| 9     | 244 | Kansas City Chiefs   | Jay Leeuwenburg       | Center           | Colorado                 | |
| 9     | 245 | New Orleans Saints   | Donald Jones          | Linebacker       | Washington               | |
| 9     | 246 | Chicago Bears        | Mirko Jurkovic        | Guard            | Notre Dame               | |
| 9     | 247 | Houston Oilers       | Bernard Dafney        | Tackle           | Tennessee                | |
| 9     | 248 | Dallas Cowboys       | Nate Kirtman          | Defensive Back   | Pomona-Pitzer            | |
| 9     | 249 | Denver Broncos       | Muhammad Oliver       | Cornerback       | Oregon                   | |
| 9     | 250 | Dallas Cowboys       | Chris Hall            | Defensive Back   | East Carolina            | Draftrecht von den Detroit Lions erhalten. |
| 9     | 251 | Buffalo Bills        | Chris Walsh           | Wide Receiver    | Stanford                 | |
| 9     | 252 | Washington Redskins  | Boone Powell          | Linebacker       | Texas                    | |
| 10    | 253 | Indianapolis Colts   | Steve Grant           | Linebacker       | West Virginia            | |
| 10    | 254 | Tampa Bay Buccaneers | Elijah Alexander      | Linebacker       | Kansas State             | |
| 10    | 255 | Los Angeles Rams     | Tim Lester            | Runningback      | Eastern Kentucky         | |
| 10    | 256 | Cincinnati Bengals   | Horace Smith          | Defensive Back   | Oregon Tech              | |
| 10    | 257 | Green Bay Packers    | Andrew Oberg          | Tackle           | North Carolina           | |
| 10    | 258 | San Diego Chargers   | Arthur Paul           | Defensive Tackle | Arizona State            | |
| 10    | 259 | Phoenix Cardinals    | Reggie Yarbrough      | Runningback      | Fullerton State          | |
| 10    | 260 | Cleveland Browns     | Marcus Lowe           | Defensive Tackle | Baylor                   | |
| 10    | 261 | New England Patriots | Turner Baur           | Tight End        | Stanford                 | |
| 10    | 262 | Pittsburgh Steelers  | Mike Saunders         | Runningback      | Iowa                     | |
| 10    | 263 | Seattle Seahawks     | Anthony Hamlet        | Defensive End    | Miami                    | |
| 10    | 264 | Minnesota Vikings    | Brad Culpepper        | Defensive Tackle | Florida                  | |
| 10    | 265 | New York Giants      | George Rooks          | Defensive End    | Syracuse                 | |
| 10    | 266 | New York Jets        | Mario Johnson         | Defensive Tackle | Missouri                 | |
| 10    | 267 | Miami Dolphins       | Raoul Spears          | Runningback      | USC                      | |
| 10    | 268 | Los Angeles Raiders  | Alberto White         | Defensive End    | Texas Southern           | |
| 10    | 269 | San Francisco 49ers  | Corey Mayfield        | Defensive End    | Oklahoma                 | |
| 10    | 270 | Atlanta Falcons      | Darryl Hardy          | Linebacker       | Tennessee                | |
| 10    | 271 | Kansas City Chiefs   | Jerry Ostroski        | Guard            | Tulsa                    | |
| 10    | 272 | Philadelphia Eagles  | Mark McMillian        | Cornerback       | Alabama                  | |
| 10    | 273 | Chicago Bears        | Nikki Fisher          | Runningback      | Virginia                 | |
| 10    | 274 | Houston Oilers       | Dion Johnson          | Wide Receiver    | East Carolina            | |
| 10    | 275 | Dallas Cowboys       | John Terry            | Guard            | Livingstone College      | |
| 10    | 276 | New Orleans Saints   | Marcus Dowdell        | Wide Receiver    | Tennessee State          | |
| 10    | 277 | New England Patriots | Steve Gordon          | Center           | California               | Draftrecht von den Detroit Lions erhalten. |
| 10    | 278 | Denver Broncos       | Bob Meeks             | Center           | Auburn                   | |
| 10    | 279 | Buffalo Bills        | Barry Rose            | Wide Receiver    | Wisconsin–Stevens Point  | |
| 10    | 280 | Washington Redskins  | Tony Barker           | Linebacker       | Rice                     | |
| 11    | 281 | Los Angeles Rams     | Brian Townsend        | Linebacker       | Michigan                 | Draftrecht von den Indianapolis Colts erhalten. |
| 11    | 282 | Los Angeles Rams     | Brian Thomas          | Wide Receiver    | Southern                 | |
| 11    | 283 | Cincinnati Bengals   | John Earle            | Tackle           | Western Illinois         | |
| 11    | 284 | Tampa Bay Buccaneers | Mazio Royster         | Runningback      | USC                      | |
| 11    | 285 | San Diego Chargers   | Keith McAfee          | Runningback      | Texas A&M                | |
| 11    | 286 | Phoenix Cardinals    | Rob Baxley            | Tackle           | Iowa                     | |
| 11    | 287 | Green Bay Packers    | Gabe Mokwuah          | Linebacker       | American International   | |
| 11    | 288 | New England Patriots | Mike Petko            | Linebacker       | Nebraska                 | |
| 11    | 289 | Cleveland Browns     | Augustin Olobia       | Wide Receiver    | Washington State         | |
| 11    | 290 | Seattle Seahawks     | Kris Rongen           | Guard            | Washington               | |
| 11    | 291 | Pittsburgh Steelers  | Kendall Gammon        | Guard            | Pittsburg State          | |
| 11    | 292 | New York Giants      | Nate Singleton        | Wide Receiver    | Grambling                | |
| 11    | 293 | New York Jets        | Eric Boles            | Wide Receiver    | Central Washington       | |
| 11    | 294 | Miami Dolphins       | Lee Miles             | Wide Receiver    | Baylor                   | |
| 11    | 295 | Minnesota Vikings    | Chuck Evans           | Runningback      | Clark Atlanta            | |
| 11    | 296 | Miami Dolphins       | Mark Barsotti         | Quarterback      | Fresno State             | Draftrecht von den Los Angeles Raiders erhalten. |
| 11    | 297 | Atlanta Falcons      | Robin Jones           | Defensive End    | Baylor                   | |
| 11    | 298 | Kansas City Chiefs   | Doug Rigby            | Defensive End    | Wyoming                  | |
| 11    | 299 | Philadelphia Eagles  | Pumpy Tudors          | Punter           | Chattanooga              | |
| 11    | 300 | San Francisco 49ers  | Tom Covington         | Tight End        | Georgia Tech             | |
| 11    | 301 | Houston Oilers       | Anthony Davis         | Linebacker       | Utah                     | |
| 11    | 302 | Dallas Cowboys       | Tim Daniel            | Wide Receiver    | Florida A&M              | |
| 11    | 303 | New Orleans Saints   | Mike Gisler           | Guard            | Houston                  | |
| 11    | 304 | Chicago Bears        | Louis Age             | Tackle           | Louisiana-Lafayette      | |
| 11    | 305 | Denver Broncos       | Cedric Tillman        | Wide Receiver    | Alcorn State             | |
| 11    | 306 | Detroit Lions        | Ed Tillison           | Runningback      | Northwest Missouri       | |
| 11    | 307 | Buffalo Bills        | Vince Marrow          | Tight End        | Toledo                   | |
| 11    | 308 | Washington Redskins  | Terry Smith           | Wide Receiver    | Penn State               | |
| 12    | 309 | Indianapolis Colts   | Mike Brandon          | Defensive End    | Florida                  | |
| 12    | 310 | Cincinnati Bengals   | Eric Shaw             | Linebacker       | Louisiana Tech           | |
| 12    | 311 | Tampa Bay Buccaneers | Klaus Wilmsmeyer      | Punter           | Louisville               | |
| 12    | 312 | Los Angeles Rams     | Kelvin Harris         | Center           | Miami                    | |
| 12    | 313 | Phoenix Cardinals    | Lance Wilson          | Defensive Tackle | Texas                    | |
| 12    | 314 | Green Bay Packers    | Brett Collins         | Linebacker       | Washington               | |
| 12    | 315 | San Diego Chargers   | Carlos Huerta         | Kicker           | Miami                    | |
| 12    | 316 | Cleveland Browns     | Keithen McCant        | Quarterback      | Nebraska                 | |
| 12    | 317 | Dallas Cowboys       | Don Harris            | Defensive Back   | Texas Tech               | Draftrecht von den New England Patriots erhalten. |
| 12    | 318 | Pittsburgh Steelers  | Cornelius Benton      | Quarterback      | Connecticut              | |
| 12    | 319 | Seattle Seahawks     | Chico Fraley          | Linebacker       | Washington               | |
| 12    | 320 | Seattle Seahawks     | John MacNeill         | Defensive End    | Michigan State           | Draftrecht von den New York Jets erhalten. |
| 12    | 321 | Miami Dolphins       | Milton Biggins        | Tight End        | Western Kentucky         | |
| 12    | 322 | Minnesota Vikings    | Joe Randolph          | Wide Receiver    | Elon                     | |
| 12    | 323 | New York Giants      | Charles Swann         | Wide Receiver    | Indiana State            | |
| 12    | 324 | Los Angeles Raiders  | Tom Roth              | Guard            | Southern Illinois        | |
| 12    | 325 | Kansas City Chiefs   | Corey Williams        | Defensive Back   | Oklahoma State           | |
| 12    | 326 | Philadelphia Eagles  | Brandon Houston       | Tackle           | Oklahoma                 | |
| 12    | 327 | San Francisco 49ers  | Matt LaBounty         | Defensive End    | Oregon                   | |
| 12    | 328 | Miami Dolphins       | Kameno Bell           | Runningback      | Illinois                 | Draftrecht von den Atlanta Falcons erhalten. |
| 12    | 329 | Cleveland Browns     | Tim Simpson           | Guard            | Illinois                 | Draftrecht von den Dallas Cowboys erhalten. |
| 12    | 330 | New Orleans Saints   | Scott Adell           | Tackle           | North Carolina State     | |
| 12    | 331 | Chicago Bears        | Chris Wilson          | Linebacker       | Oklahoma                 | |
| 12    | 332 | Houston Oilers       | Joe Wood              | Kicker           | Air Force                | |
| 12    | 333 | New England Patriots | Freeman Baysinger     | Wide Receiver    | Humboldt State           | Draftrecht von den Detroit Lions erhalten. |
| 12    | 334 | Denver Broncos       | John Granby           | Wide Receiver    | Virginia Tech            | |
| 12    | 335 | Buffalo Bills        | Matt Rodgers          | Quarterback      | Iowa                     | |
| 12    | 336 | Washington Redskins  | Matt Elliott          | Center           | Michigan                 | Mr. Irrelevant |

|  | = spätere Spieler im Pro Bowl |